# Elonus simplex
Elonus simplex är en skalbaggsart som beskrevs av Werner 1993. Elonus simplex ingår i släktet Elonus och familjen ögonbaggar. Inga underarter finns listade i Catalogue of Life.